# Фридинген на Дунаву
Фридинген на Дунаву (њем. Fridingen an der Donau) град је у њемачкој савезној држави Баден-Виртемберг. Једно је од 34 општинска средишта округа Тутлинген. Према процјени из 2010. у граду је живјело 3.204 становника. Посједује регионалну шифру (AGS) 8327016.

## Географски и демографски подаци
Фридинген на Дунаву се налази у савезној држави Баден-Виртемберг у округу Тутлинген. Град се налази на надморској висини од 626 метара. Површина општине износи 22,5 km². У самом граду је, према процјени из 2010. године, живјело 3.204 становника. Просјечна густина становништва износи 143 становника/km².

## Међународна сарадња
| Мјесто          | Држава    | Врста сарадње | Од    |
| --------------- | --------- | ------------- | ----- |
| Нантеј ле Мекир | Француска | партнерство   | 1987. |
| Извор           |           |               |       |